# Ивел, Гилберт
Гилберт Рамон Ивел (нидерл. Gilbert Ramon Yvel; 30 июня 1976, Амстердам) — голландский кикбоксер и боец смешанного стиля, представитель тяжёлой и полутяжёлой весовых категорий. Выступал на профессиональном уровне в период 1997—2016 годов, известен по участию в турнирах таких бойцовских организаций как UFC, Pride, Rings, M-1 Global, Affliction, К-1 и др.

## Биография
Гилберт Ивел родился 30 июня 1976 года в Амстердаме, имеет суринамские корни. Рос сиротой в неблагополучном районе (со своей биологической матерью он познакомился спустя много лет, когда уже стал известным бойцом). С детства по примеру старшего брата занимался различными единоборствами, в возрасте семнадцати лет уже начал участвовать в серьёзных соревнованиях по кикбоксингу и ММА. Освоил бразильское джиу-джитсу, получив в этой дисциплине фиолетовый пояс.

### Начало карьеры
Начиная с 1997 года Ивел активно выступал на бойцовских турнирах таких промоушенов как Fighting Network Rings и M-1 Global. Одержал девять побед подряд, в том числе взял верх над опытным соотечественником Бобом Схрейбером, проведя болевой приёмом на ахиллово сухожилие, тем не менее, вскоре Схрейбер взял у него реванш, победив нокаутом в первом же раунде. В общей сложности на турнирах Rings Ивел одержал двенадцать побед, в том числе одолел таких известных бойцов как Цуёси Косака, Валентейн Оверем, Ли Хасделл и Сэмми Схилт. Участвовал в масштабном турнире King of Kings, где благополучно прошёл двоих соперников, но на третьем этапе уступил единогласным решением судей американцу Дэну Хендерсону. В апреле 2000 года в поединке с Киёси Тамурой завоевал титул чемпиона Rings в абсолютной весовой категории, однако через некоторое время он отказался от этого титула, решив подписать контракт с более крупной японской организацией Pride Fighting Championships.

### Pride Fighting Championships
Карьера в Pride складывалась для Гилберта Ивела не так удачно, он дебютировал здесь с поражения единогласным судейским решением от бразильца Витора Белфорта. Во втором бою за 28 секунд ногой в голову нокаутировал представителя Канады Гари Гудриджа. Поединок против Вандерлея Силвы в итоге был признан несостоявшимся — уже в начале первого раунда Ивел получил непреднамеренный удар в пах и не смог продолжить бой. Далее последовали поражения от Кадзуюки Фудзиты, Игоря Вовчанчина, Дона Фрая, Джереми Хорна, Икухисы Миновы и Романа Зенцова. Несмотря на это, Ивел покинул Pride на победной ноте, в 2007 году взяв верх над японцем Акирой Сёдзи.
Одновременно с выступлениями в Pride Ивел регулярно участвовал в турнирах различных менее престижных организаций и был здесь довольно успешен. Так, в 2001 году на турнире в Санкт-Петербурге он выиграл с помощью удушающего приёма у россиянина Ибрагима Магомедова, в 2004 году в Амстердаме победил техническим нокаутом представителя Франции Чейка Конго, в 2006 году на турнире Cage Rage в Лондоне нокаутировал бразильца Фабиану Шернера. В январе 2009 года выступил на турнире новообразованного промоушена Affliction Entertainment, подменив не сумевшего получить лицензию Александра Емельяненко в бою с Джошем Барнеттом — в третьем раунде Барнетт подавил Ивела стремительной атакой и заставил сдаться. Планировалось, что Ивел выступит на третьем турнире промоушена Affliction: Trilogy, где сразится с Крисом Гезерсом, однако незадолго до начала турнир отменили, и промоушен прекратил своё существование.
Обладая хорошей ударной техникой, Ивел несколько раз выступал на соревнованиях по кикбоксингу. В частности, в 2002 году на турнире организации К-1 в Японии он встречался со знаменитым новозеландским кикбоксером Рэем Сефо и проиграл ему нокаутом во втором раунде. В 2007 году по правилам кикбоксинга победил техническим нокаутом японца Юдзи Сакураги — в первом раунде трижды отправил его в нокдаун.

### Ultimate Fighting Championship
Имея в послужном списке 36 побед и 13 поражений, в 2010 году Ивел привлёк к себе внимание крупнейшей бойцовской организации мира Ultimate Fighting Championship. Уже в дебютном поединке встретился с многообещающим проспектом из Бразилии Жуниором дус Сантусом, будущим чемпионом организации, подменив заболевшего стафилококком Габриэла Гонзагу. Уже на третьей минуте первого раунда дус Сантус обрушил на него град безответных ударов, в результате чего рефери Херб Дин остановил поединок и зафиксировал технический нокаут. Ивел был недоволен таким решением, но спустя какое-то время всё же поздравил бразильца с победой. В следующем бою на UFC 115 вышел в клетку против американца Бена Ротвелла — бой продлился все три раунда, и в итоге судьи единогласно отдали победу Ротвеллу.
В третий и последний раз Гилберт Ивел дрался в восьмиугольнике UFC в октябре 2010 года на турнире UFC 121, когда заменил травмировавшегося Тодда Даффи в бою с Джоном Мэдсеном. Этот поединок тоже оказался для него неудачным, Мэдсен выглядел лучше, сделал тейкдаун, наносил точные удары в голову, в результате уже на второй минуте первого раунда был зафиксирован технический нокаут. После трёх поражений подряд Ивела уволили из организации.

### Завершение карьеры
Ивел оставался востребованным бойцом и периодически приглашался выступать на различных турнирах по всему миру, однако большинство запланированных поединков срывались из-за хронических травм голландца. В 2011 и 2012 годах он всё же провёл два удачных боя в США на турнирах серии RFA, где, в частности, нокаутировал ветерана UFC Хьюстона Александера. Должен был драться здесь и в третий раз, в соперники ему дали мастера бразильского джиу-джитсу Марсиу Круса, но бой опять же сорвался из-за травмы. В июне 2013 года в интервью каналу Ground and Pound TV Ивел объявил о завершении карьеры профессионального спортсмена. Впоследствии он работал тренером в клубе единоборств Agoge MMA в Германии.

### Неспортивное поведение
Благодаря непростому характеру Гилберт Ивел заработал себе репутацию грязного бойца, склонного к вспышкам неконтролируемого гнева и неспортивному поведению, особенно в начале карьеры, когда получил из-за этого несколько дисквалификаций. Так, в мае 1998 года поединок между Ивелом и Каримулой Баркалаевым на чемпионате Европы по панкратиону был остановлен из-за того, что голландец кусал своего соперника. В сентябре 2001 года в поединке с Доном Фраем он неоднократно тыкал соперника пальцами в глаза, пытаясь тем самым избежать броска на настил ринга. Особенно примечателен случай в ноябре 2004 года, бой в Финляндии с местным бойцом Атте Бакманом: оба бойца сцепились в клинче и почти вывалились за пределы ринга, тогда рефери остановил поединок и попытался возобновить его в положении клинча — после нескольких неудачных попыток возобновления боя Ивел неожиданно ударил рефери кулаком в голову, и тот оказался в нокдауне. Таким образом, в течение шести лет Ивел трижды был дисквалифицирован.
Дурная репутация впоследствии отрицательно сказалась на всей его дальнейшей карьере. Например, в 2007 году Ивел должен был драться с россиянином Сергеем Харитоновым на турнире Pride 33 в Лас-Вегасе, но Атлетическая комиссия штата Невада, ссылаясь на его прошлые проступки, отказалась выдавать ему лицензию. Участие в турнире Affliction в 2009 году так же оставалось под вопросом, чиновники Атлетической комиссии штата Калифорния тоже отказывали ему в выдаче лицензии бойца — мнения разделились, было созвано специальное совещание, в результате которого Ивел всё же получил лицензию буквально за несколько дней до боя. Когда в 2010 году голландец вошёл в состав участников турнира UFC в Лас-Вегасе, у него вновь возникли проблемы с лицензией — в итоге комиссары в качестве исключения выдали ему ограниченную лицензию, рассчитанную всего на один бой.

## Статистика в профессиональном ММА
| Боёв 58          | Побед 40 | Поражений 16 |
| ---------------- | -------- | ------------ |
| Нокаутом         | 33       | 5            |
| Сдачей           | 7        | 3            |
| Решением         | 0        | 5            |
| Дисквалификацией | 0        | 3            |
| Ничьи            | 1        | 1            |
| Не состоявшихся  | 1        | 1            |

| Результат    | Рекорд      | Соперник           | Способ                       | Турнир                                          | Дата             | Раунд | Время | Место                   | Примечание                                              |
| ------------ | ----------- | ------------------ | ---------------------------- | ----------------------------------------------- | ---------------- | ----- | ----- | ----------------------- | ------------------------------------------------------- |
| Победа       | 40-16-1 (1) | Майти Мо           | Сдача (рычаг локтя)          | Road FC 047                                     | 12 мая 2018      | 1     | 3:43  | Пекин, Китай            | Стартовый этап гран-при Road FC 2018 в абсолютном весе. |
| Победа       | 39-16-1 (1) | Рикко Родригес     | TKO (травма)                 | Грозная битва 31: Ушуков vs. Вагаев             | 19 ноября 2016   | 1     | 1:00  | Грозный, Россия         |                                                         |
| Победа       | 38-16-1 (1) | Хьюстон Александер | KO (удар рукой)              | RFA 2: Yvel vs. Alexander                       | 30 марта 2012    | 1     | 3:59  | Карни, США              |                                                         |
| Победа       | 37-16-1 (1) | Дэмиен Дэнтибо     | TKO (удары руками)           | RFA 1: Pulver vs. Elliott                       | 16 декабря 2011  | 1     | 3:12  | Карни, США              | Бой в полутяжёлом весе.                                 |
| Поражение    | 36-16-1 (1) | Джон Мэдсен        | TKO (удары руками)           | UFC 121                                         | 23 октября 2010  | 1     | 1:48  | Анахайм, США            |                                                         |
| Поражение    | 36-15-1 (1) | Бен Ротвелл        | Единогласное решение         | UFC 115                                         | 12 июня 2010     | 3     | 5:00  | Ванкувер, Канада        |                                                         |
| Поражение    | 36-14-1 (1) | Жуниор дус Сантус  | TKO (удары руками)           | UFC 108                                         | 2 января 2010    | 1     | 2:07  | Лас-Вегас, США          |                                                         |
| Победа       | 36-13-1 (1) | Педру Риззу        | KO (удары руками)            | Ultimate Chaos: Lashley vs. Sapp                | 27 июня 2009     | 1     | 2:10  | Билокси, США            |                                                         |
| Поражение    | 35-13-1 (1) | Джош Барнетт       | Сдача (удары руками)         | Affliction: Day of Reckoning                    | 24 января 2009   | 3     | 3:05  | Анахайм, США            |                                                         |
| Победа       | 35-12-1 (1) | Александр Тимонов  | TKO (удары руками)           | M-1 Challenge 9: Russia                         | 21 ноября 2008   | 1     | 0:22  | Санкт-Петербург, Россия |                                                         |
| Победа       | 34-12-1 (1) | Сергей Шеметов     | Сдача (захват пальца)        | KOE: Tough Is Not Enough                        | 5 октября 2008   | 1     | 0:53  | Роттердам, Нидерланды   |                                                         |
| Победа       | 33-12-1 (1) | Михал Кита         | KO (удар рукой)              | Gentlemen Fight Night                           | 24 мая 2008      | 2     | 0:02  | Голландия, Нидерланды   |                                                         |
| Победа       | 32-12-1 (1) | Хаким Гурам        | KO (удар рукой)              | K-1 World Grand Prix 2007 in Amsterdam          | 23 июня 2007     | 1     | 0:31  | Амстердам, Нидерланды   |                                                         |
| Победа       | 31-12-1 (1) | Акира Сёдзи        | TKO (удары руками)           | Pride 34                                        | 8 апреля 2007    | 1     | 3:43  | Сайтама, Япония         |                                                         |
| Победа       | 30-12-1 (1) | Родней Глюндер     | KO (удары руками)            | 2H2H: Pride & Honor                             | 12 ноября 2006   | 1     | 1:38  | Роттердам, Нидерланды   |                                                         |
| Победа       | 29-12-1 (1) | Фабиану Шернер     | TKO (удары руками)           | Cage Rage 17                                    | 1 июля 2006      | 1     | 1:30  | Лондон, Англия          |                                                         |
| Поражение    | 28-12-1 (1) | Роман Зенцов       | KO (удар рукой)              | Pride Total Elimination Absolute                | 5 мая 2006       | 1     | 4:55  | Осака, Япония           |                                                         |
| Победа       | 28-11-1 (1) | Валентейн Оверем   | Сдача (рычаг локтя)          | It's Showtime Boxing & MMA Event 2005 Amsterdam | 12 июня 2005     | 1     | 4:30  | Амстердам, Нидерланды   |                                                         |
| Поражение    | 27-11-1 (1) | Икухиса Минова     | Сдача (захват пальца)        | Pride Bushido 6                                 | 3 апреля 2005    | 1     | 1:10  | Иокогама, Япония        |                                                         |
| Поражение    | 27-10-1 (1) | Атте Бакман        | DQ (нокаутировал рефери)     | Fight Festival 12                               | 13 ноября 2004   | 1     | 0:35  | Хельсинки, Финляндия    |                                                         |
| Победа       | 27-9-1 (1)  | Чейк Конго         | TKO (удары руками)           | It's Showtime 2004 Amsterdam                    | 20 мая 2004      | 2     | 4:40  | Амстердам, Нидерланды   |                                                         |
| Ничья        | 26-9-1 (1)  | Даниэль Табера     | Ничья                        | M-1 MFC: Russia vs. The World 7                 | 5 декабря 2003   | 1     | 10:00 | Санкт-Петербург, Россия |                                                         |
| Поражение    | 26-9 (1)    | Джереми Хорн       | Единогласное решение         | Pride 21                                        | 23 июня 2002     | 3     | 5:00  | Сайтама, Япония         |                                                         |
| Победа       | 26-8 (1)    | Боб Схрейбер       | TKO (остановлен врачом)      | 2H2H: Simply the Best 4                         | 17 марта 2002    | N/A   | N/A   | Роттердам, Нидерланды   |                                                         |
| Победа       | 25-8 (1)    | Ибрагим Магомедов  | Сдача (удушение сзади)       | M-1 MFC: Russia vs. the World 2                 | 11 ноября 2001   | N/A   | 2:45  | Санкт-Петербург, Россия |                                                         |
| Поражение    | 24-8 (1)    | Дон Фрай           | DQ (тычки в глаза)           | Pride 16                                        | 24 сентября 2001 | 1     | 7:27  | Осака, Япония           |                                                         |
| Поражение    | 24-7 (1)    | Игорь Вовчанчин    | Сдача (удушение сзади)       | Pride 14: Clash of the Titans                   | 27 мая 2001      | 1     | 1:52  | Иокогама, Япония        |                                                         |
| Победа       | 24-6 (1)    | Карлус Баррету     | KO (летучее колено)          | 2H2H 2: Simply The Best                         | 18 марта 2001    | 1     | 2:20  | Роттердам, Нидерланды   |                                                         |
| Поражение    | 23-6 (1)    | Кадзуюки Фудзита   | Единогласное решение         | Pride 12: Cold Fury                             | 9 декабря 2000   | 2     | 10:00 | Сайтама, Япония         |                                                         |
| Не состоялся | 23-5 (1)    | Вандерлей Силва    | NC (удар в пах)              | Pride 11: Battle of the Rising Sun              | 31 октября 2000  | 1     | 0:21  | Осака, Япония           | Пропустив удар в пах, Ивел не смог продолжить поединок. |
| Победа       | 23-5        | Гари Гудридж       | KO (ногой в голову)          | Pride 10: Return of the Warriors                | 27 августа 2000  | 1     | 0:28  | Токородзава, Япония     |                                                         |
| Поражение    | 22-5        | Витор Белфорт      | Единогласное решение         | Pride 9: New Blood                              | 4 июня 2000      | 2     | 10:00 | Нагоя, Япония           |                                                         |
| Победа       | 22-4        | Киёси Тамура       | TKO (удары)                  | Rings: Millennium Combine 1                     | 20 апреля 2000   | 1     | 13:13 | Токио, Япония           | Бой за титул чемпиона Rings в абсолютном весе.          |
| Победа       | 21-4        | Брайан Данн        | TKO (удары руками)           | 2 Hot 2 Handle                                  | 5 марта 2000     | 1     | 0:21  | Роттердам, Нидерланды   |                                                         |
| Поражение    | 20-4        | Дэн Хендерсон      | Единогласное решение         | Rings: King of Kings 1999 Final                 | 26 февраля 2000  | 2     | 5:00  | Токио, Япония           | Третий этап турнира King of Kings.                      |
| Победа       | 20-3        | Йоп Кастел         | KO (удары)                   | Rings Holland: There Can Only Be One Champion   | 6 февраля 2000   | 1     | 4:16  | Утрехт, Нидерланды      |                                                         |
| Победа       | 19-3        | Цуёси Косака       | TKO (остановлен врачом)      | Rings: King of Kings 1999 Block B               | 22 декабря 1999  | 1     | 1:17  | Осака, Япония           | Второй этап турнира King of Kings.                      |
| Победа       | 18-3        | Тариэль Битсадзе   | Сдача (рычаг локтя)          | Rings: King of Kings 1999 Block B               | 22 декабря 1999  | 1     | 2:18  | Осака, Япония           | Первый этап турнира King of Kings.                      |
| Победа       | 17-3        | Деннис Рид         | KO (летучее колено)          | Amsterdam Absolute Championship 2               | 27 ноября 1999   | 1     | 1:43  | Амстердам, Нидерланды   |                                                         |
| Победа       | 16-3        | Фабио Пьямонте     | TKO (удары руками)           | World Vale Tudo Championship 9                  | 27 сентября 1999 | 1     | 2:28  | Аруба                   |                                                         |
| Поражение    | 15-3        | Цуёси Косака       | Техническая сдача (по очкам) | Rings: Rise 5th                                 | 19 августа 1999  | 1     | 8:17  | Япония                  |                                                         |
| Победа       | 15-2        | Сэмми Схилт        | KO (удары руками)            | Rings Holland: The Kings of the Magic Ring      | 20 июня 1999     | 2     | 4:45  | Утрехт, Нидерланды      |                                                         |
| Победа       | 14-2        | Цуёси Косака       | TKO (остановлен врачом)      | Rings: Rise 2nd                                 | 23 апреля 1999   | 1     | 14:58 | Япония                  |                                                         |
| Победа       | 13-2        | Тодд Медина        | KO (удар коленом)            | World Vale Tudo Championship                    | 20 марта 1999    | 1     | 0:10  | Аруба                   |                                                         |
| Победа       | 12-2        | Биг Мо Т           | KO (летучее колено)          | Rings Holland: Judgement Day                    | 7 февраля 1999   | 1     | 1:59  | Амстердам, Нидерланды   |                                                         |
| Победа       | 11-2        | Ли Хасделл         | TKO (остановлен врачом)      | Rings Holland: The Thialf Explosion             | 24 октября 1998  | N/A   | N/A   | Херенвен, Нидерланды    |                                                         |
| Победа       | 10-2        | Валентейн Оверем   | TKO (травма плеча)           | Rings Holland: Who's the Boss                   | 7 июня 1998      | 1     | 0:38  | Утрехт, Нидерланды      |                                                         |
| Поражение    | 9-2         | Каримула Баркалаев | DQ (укус)                    | IAFC: чемпионат Европы по панкратиону 1998      | 23 мая 1998      | 1     | 4:49  | Москва, Россия          |                                                         |
| Поражение    | 9-1         | Боб Схрейбер       | KO (удары руками)            | IMA: KO Power Tournament                        | 12 апреля 1998   | 1     | 4:15  | Амстердам, Нидерланды   | Финал гран-при.                                         |
| Победа       | 9-0         | Альгирдас Дарулис  | TKO (три нокдауна)           | IMA: KO Power Tournament                        | 12 апреля 1998   | 1     | 3:02  | Амстердам, Нидерланды   | Первый этап гран-при.                                   |
| Победа       | 8-0         | Боб Схрейбер       | Сдача (замок ахилла)         | Rings Holland: The King of Rings                | 8 февраля 1998   | 2     | 1:12  | Амстердам, Нидерланды   |                                                         |
| Победа       | 7-0         | Бас Юссен          | KO (удары руками)            | Red Devil Free Fight 2                          | 7 декабря 1997   | N/A   | N/A   | Амстердам, Нидерланды   |                                                         |
| Победа       | 6-0         | Олег Цигольник     | KO (удар рукой)              | M-1 MFC: World Championship 1997                | 1 ноября 1997    | 1     | 1:41  | Санкт-Петербург, Россия | Финал чемпионата мира в полутяжёлом весе.               |
| Победа       | 5-0         | Сергей Тунич       | KO (удары руками)            | M-1 MFC: World Championship 1997                | 1 ноября 1997    | 1     | 1:16  | Санкт-Петербург, Россия | Полуфинал чемпионата мира в полутяжёлом весе.           |
| Победа       | 4-0         | Педро Палм         | TKO (удары руками)           | Gym Almaar: Fight Gala                          | 5 октября 1997   | N/A   | N/A   | Берген, Нидерланды      |                                                         |
| Победа       | 3-0         | Вячеслав Киселёв   | TKO (удары коленями)         | Red Devil Free Fight                            | 27 сентября 1997 | 1     | 0:51  | Амстердам, Нидерланды   |                                                         |
| Победа       | 2-0         | Леон Дейк          | KO (удар коленом)            | Rings Holland: Utrecht at War                   | 29 июня 1997     | 1     | 2:05  | Утрехт, Нидерланды      |                                                         |
| Победа       | 1-0         | Роб ван Леувен     | TKO (остановлен секундантом) | Rings Holland: The Final Challenge              | 2 февраля 1997   | 1     | 4:06  | Амстердам, Нидерланды   |                                                         |